# إلفين إدواردز
إلفين إدواردز (بالإنجليزية: Elfyn Edwards)‏ (4 مايو 1960 بآبريستويث في المملكة المتحدة - ) هو لاعب كرة قدم بريطاني في مركزي الدفاع وقلب الدفاع. لعب مع نادي ترانمير روفرز لكرة القدم ونادي ريكسهام.